# Metechinorhynchus salmonis
Metechinorhynchus salmonis is een soort haakworm uit het geslacht Metechinorhynchus. De worm behoort tot de familie Echinorhynchidae. Metechinorhynchus salmonis werd in 1780 ontdekt door Müller.